# 葛奇祚
葛奇祚（？—？），字子长，号正生，别号澹斋主人，应天府高淳县人，明朝政治人物。

## 生平
崇祯十二年（1639年）己卯科順天鄉試举人，崇禎十三年庚辰科聯捷进士，以召对称旨，钦授兵部武选司主事。后升员外郎，不久出任四川兵备道，治政有方，功绩卓著。崇祯十六年（1643年）癸未十一月，李自成陷陕西。汉中总兵赵光远劫瑞王朱常浩入四川，关南道陳纁从；至保宁府，四川巡抚陈士奇与巡按御史刘之渤、上巡道葛奇祚等迎之，遣光远还汉中，而奉王驻重庆。奇祚居心宽厚，莅事精勤。每巡州县，为民兴利除害，恺恻动人。吏民有一善，必称扬之；有过则谕之使改，不遽责也。时百姓不肯迎瑞王，奇祚抑郁成病；及王入重庆，乃曰：『吾事毕矣』！竟死。囊无余物，士民敛钱殓之。。